# 抗美援朝 (电视剧)
《抗美援朝》是一部由中国中央电视台投资拍摄描述朝鲜战争的电视剧，导演李前宽、肖桂云夫妇，编剧张笑天。从1950年6月朝鲜战争爆发，到1953年7月板门店朝鲜停战协定签字，全剧时间总跨度为三年多。
1996年春，由中央重大题材领导小组策划，中央电视台开始组织筹划拍摄电视剧《抗美援朝》。编剧张笑天花了三个月完成剧本，并通过了中央重大题材领导小组的审查。1997年春，中央电视台《抗美援朝》剧组在北京成立。朝鲜驻华使馆得知中国要拍《抗美援朝》后，到中央电视台要求看剧本，遭到拒绝。朝鲜方面还向中方要求剧中不能出现演员扮演金日成。中国外交部认为，关于朝鲜战争的“第一枪”问题不好处理，“真相与当年的宣传口径不一致”等原因，建议暂缓拍摄。1997年6月，该剧暂停拍摄，剧组解散。1998年10月，参与摄制工作的洪学智将军上书当时的中共中央总书记江泽民，要求复拍。导演李前宽、肖桂云夫妇，编剧张笑天也给江泽民写了信。1999年1月，中国外交部同意该剧复拍，但要求不能正面表现朝鲜战争“第一枪”；不要出现金日成等等。2000年春节后，中央电视台《抗美援朝》剧组恢复，并于当年7月7日在中南海正式开拍。
涉及战争场面的40%部分主要在辽宁省大连市拍摄。该剧由中国中央电视台全额投资3300万元人民币进行拍摄，原定于2002年元旦期间在央视一套黄金时间首播。据前中国中央电视台台长杨伟光透露，摄制完成后，因911事件发生未播出。明报则引述北京消息人士，称是时任国家主席的江泽民怕影响中美关系而下令禁播。
2008年（韓戰結束55周年）、2010年（韓戰爆發60周年）和2013年（韓戰結束60周年）之際，有部分解放軍將領向時任國防部長梁光烈反映，希望解放軍方面能向中共中央請求公開播放《抗美援朝》，但没有被批准。該劇唯一公開播映的部分，是在2019年播出的劇集《外交風雲》中，被引用的若干鏡頭。2012年两会上，该片导演李前宽曾提交提案，呼吁公映该剧。
尽管该剧因当前的政治条件（尤其是2020年纪念抗美援朝爆发70周年所进行的一系列宣传）而已被解禁，但该片依然迟迟仍未播映。而2020年同样由央视播出的另一部电视剧《跨过鸭绿江》则替代了本剧中的大部分剧情。

## 演员名单
- 丁笑宜 饰 彭德怀
- 古　月 饰 毛泽东
- 贺　鏹 饰 洪学智
- 王伍福 饰 朱　德
- 孔祥玉 饰 周恩来
- 郭连文 饰 刘少奇
- 洪学敏 饰 康乃馨（女记者）